# 490-ті
Раннє середньовіччя. У Східній Римській імперії тривало правління Анастасія I. На Апеннінському півострові завершилося правління короля Італії Одоакра й встановилося правління Теодоріха Великого, володіння якого отримали офіційний статус віцекоролівства Римської імперії. У Європі існують численні германські держави, зокрема Іберію та південь Галлії займає Королівство вестготів, Північну Африку захопили вандали, утворивши Африканське королівство, у Тисо-Дунайській низовині утворилося Королівство гепідів. На півночі Галлії  салічні франки утворили Франкське королівство, у Західній Галлії встановилося Бургундське королівство. 
У Південному Китаї править династія Південна Ці, на півночі — Північна Вей. В Індії правління імперії Гуптів. У Японії триває період Ямато. У Персії править династія Сассанідів. 
На території лісостепової України Черняхівська культура. Історики VI століття згадують плем'я антів, що мешкало на території сучасної України приблизно з IV сторіччя. У Північному Причорномор'ї центр володінь гунів, що підкорили собі інші кочові племена, зокрема сарматів, булгар та аланів.

## Події
- У Візантійській імперії завершилося правління Флавія Зенона й більшість десятиліття правив Анастасій I. Йому довелося придушити бунт в Ісаврії.
- Остготи на чолі з Теодоріхом Великим 493 року повалили короля Італії Одоакра. Візантійський імператор надав Теодоріху титул віцекороля й формально Теодоріх правив від його імені. Віцекороль, утім, проводив розумну політику і встановив родинні зв'язки з правителями інших германських держав. Римським громадянам дозволили жити за римським правом.
- Іншою загальною тенденцією десятиліття було поступове розширення володінь салічних франків на чолі з Хлодвігом. 498 року він прийняв християнство католицького спрямування, на відміну від більшості інших германських королів того часу, які притримувалися аріанства. Кінець десятиліття можна вважати часом утворення Франкського королівства.
- Християнство в Європі зміцнювало свої позиції серед варварських народів, однак ще більше поглибився розкол між західними й східними церквами. Папа Римський Геласій I сформулював у листі до візантійського імператора ідею про розділ сфер впливу між церковною і світською владою із приматом церковної. Одним із питань, що становили основу розділу, було питання про Акакіанську єресь, пов'язане з монофізитством.
- Держава Північна Вей в Китаї, яку заснували табгачі, поступово окитаїлася.
- Приблизний час перемоги короля Артура над саксонцями.